# Dywan Baharestan
Dywan Baharestan (Bahārestān, pol. „ogród wiosenny” także Bahār-e Kesra, pol. „wiosna Chosrowa” i Farš-e zemestānī, pol. „ogród zimowy”) – zaginiony późno-sasanidzki, królewski dywan perski, który niegdyś zdobił podłogę sali audiencyjnej zimowego pałacu sasanidzkich władców Persji w historycznym Ktezyfonie na terenie współczesnego Iraku – Tak Kisra.

## Opis
Z opisu arabskiego po zdobyciu Ktezyfonu w 637 roku i innych przekazów arabskich wiadomo, że dywan ten zdobił podłogę sali audiencyjnej zimowego pałacu sasanidzkich władców Persji w historycznym Ktezyfonie na terenie współczesnego Iraku – Tak Kisra. Dywan miał monumentalne wymiary – 140 × 27 metrów – i najprawdopodobniej nie był to dywan z włosiem. Dywan z włosiem odpowiadający tak wielkim wymiarom ważyłby ponad dwie tony.
Dywan został wykonany na zlecenie króla Chosrowa Anoszirwana (531–579). Został opisany przez arabskiego historyka At-Tabariego (838–923).
Wzorem dywanu był wiosenny ogród królewski z owocującymi drzewami, kwiatami w rozkwicie, strumykami i ścieżkami – tkanina miała być bogato haftowana i zdobiona kamieniami szlachetnymi. Ścieżki i strumyki były zaznaczone kamieniami szlachetnymi na złotym tle. Brzegi dywanu ozdobione były szmaragdami wyznaczającymi zielone pole, na którym rozmieszczono wiosenne rośliny w rozkwicie – ze złotymi łodygami, złotymi i srebrnymi kwiatami i jedwabnymi liśćmi. W tekście „Habib as-Sejar” Chondemira zapisano, że kiedy zimą zasiadano na dywanie, goście mieli wrażenie przebywania w wiosennym ogrodzie. Dywan miał symbolizować potęgę króla – władzę nad porami roku. Motyw wiosennego ogrodu był częstym wzorem późniejszych dywanów perskich.  
Podczas inwazji arabskiej w 637 roku, dywan okazał się zbyt ciężki, by go ewakuować i wpadł w ręce najeźdźców. Został wysłany do Medyny, gdzie został pocięty na kawałki, które zostały rozdane muzułmanom.